# Abtolemus
Abtolemus (hebräisch אבטולמוס, altgriechisch Εὔτολμος; um 110/135) war ein Tannait der dritten Generation.
Er lebte in Sepphoris. Jose ben Chalafta war ein Schüler von ihm. Abtolemus wurde in Mischna und Tosefta erwähnt.
Möglicherweise ist er identisch mit Abtolemus ben Reuben im Babylonischen Talmud (Bava qama 83a).